# Trude Simonsohn
Trude Simonsohn, née le 25 mars 1921 à Olmütz, en Tchécoslovaquie, et morte le 6 janvier 2022 à Francfort-sur-le-Main, en Allemagne, est une travailleuse sociale allemande. Elle est déportée et détenue au camp de concentration d'Auschwitz de 1942 à 1945.

## Biographie
Trude Gutmann est la fille unique de l'agent commercial en céréales, Maximilian Gutmann, et de son épouse, Theodora Appel. Elle vit dans une famille juive libérale bilingue, fréquente une école primaire tchèque  et un lycée allemand d'Olmütz.
Après l'annexion de la Tchécoslovaquie et la modification administrative subséquente de la région en Protectorat de Bohême-Moravie, elle se voit refuser une formation professionnelle car elle est juive. Son père est déporté en septembre 1939 au camp de concentration de Buchenwald, puis assassiné au camp de concentration de Dachau. Sa mère est assassinée dans le camp de concentration d'Auschwitz. Elle-même est arrêtée en 1942 et emprisonnée  après la tentative d'assassinat de Reinhard Heydrich, pour activité communiste illégale. Après plusieurs mois d'isolement, elle est transférée dans le ghetto de Theresienstadt, où elle rencontre l'avocat Berthold Simonsohn, qu'elle épouse religieusement peu avant leur déportation à Auschwitz (leur mariage civil a lieu en avril 1949 à Zurich). En octobre 1944, tous deux sont déportés à Auschwitz. Trude Simonsohn est libérée par l'Armée rouge le 9 mai 1945, dans le camp de concentration de Merzdorf, un camp satellite du camp de concentration de Gross-Rosen. Son mari a survécu au complexe du sous-camp de Kaufering, une branche du camp de concentration de Dachau.
Après la guerre, les Simonsohn travaillent dans une association de réfugiés juifs en Suisse. Elle se forme comme infirmière. En 1950, le couple s'installe d'abord à Hambourg, puis à Francfort-sur-le-Main en 1955, où Trude Simonsohn assume la responsabilité du travail social et du conseil pédagogique au sein du conseil d'administration de la communauté juive. De 1989 à 2001, elle est présidente du conseil municipal.
Elle participe, à partir de 1975 à des témoignages sur le Troisième Reich (notamment avec Irmgard Heydorn) dans les écoles, les clubs et les institutions,. En 1995, la cinéaste Carmen-Renate Köper tourne un portrait d'elle intitulé Trude Simonsohn – Warum hab ich überlebt?. Le cinéaste Peter de Leuw a, quant à lui, réalisé le film Trude Simonsohn. Ein Leben mit tiefen Abgründen pour le Hessischer Rundfunk.

## Distinctions
En 1993, Trude Simonsohn reçoit la plaque d'honneur de la ville de Francfort-sur-le-Main, puis en 1996, la médaille Wilhelm-Leuschner de l'État de Hesse. En 2010, elle reçoit le prix Ignatz Bubis et en 2013 le prix Erasmus Kittler. En 2016, une salle de conférence de l'université Goethe est nommée en son honneur, en reconnaissance des services rendus au travail de mémoire à l'université de Francfort A 16 ans. En octobre 2016, elle est nommée citoyenne d'honneur de Francfort-sur-le-Main.